# McKay-Vermutung
Die McKay-Vermutung ist eine Annahme von John McKay in der Gruppentheorie, einem Teilgebiet der Mathematik. Er vermutete die Gleichheit zwischen der Anzahl irreduzibler komplexer Charaktere des Grades, der nicht durch eine Primzahl {\displaystyle p} teilbar ist, und der der Elemente des Normalisators einer Sylow-{\displaystyle p}-Untergruppe. Sie wurde letztendlich in einer 2024 erschienenen Arbeit von Späth und Cabanes bewiesen.

## Beschreibung
Die Darstellungstheorie endlicher Gruppen untersucht Gruppen-Homomorphismen {\displaystyle D\colon G\rightarrow GL_{n}(F)} für eine endliche Gruppe {\displaystyle G} und einen Körper {\displaystyle F}. Diese Abbildungen heißen Darstellungen von {\displaystyle G}. Dabei wird {\displaystyle n} als der Grad der Darstellung bezeichnet. Solche Darstellungen können stets in ihre kleinsten Bausteine, die irreduziblen Darstellungen, zerlegt werden.
Für eine endliche Gruppe gibt es bis auf Isomorphie nur endlich viele irreduzible Darstellungen. Zu einer Darstellung {\displaystyle D} von {\displaystyle G} wird durch die Abbildung {\displaystyle \chi \colon G\to F} mit {\displaystyle \chi (g)=Spur(D(g))} der Charakter von {\displaystyle D} definiert.
Hat {\displaystyle F} die Charakteristik 0, so gibt es zu jedem Charakter {\displaystyle \chi } bis auf Isomorphie genau eine Darstellung {\displaystyle D}, deren Charakter {\displaystyle \chi } ist. Jeder Charakter ist eine Klassenfunktion, d. h. auf Konjugationsklassen von {\displaystyle G} konstant.
Eine Frage der Charaktertheorie ist, wie die irreduziblen Charaktere von {\displaystyle G} und ihre Grade mit den irreduziblen Charakteren ihrer Untergruppen zusammenhängen, d. h. wie von lokalen Informationen globale Eigenschaften bestimmt werden.
Die Clifford-Theorie beschreibt, wie die Charaktere eines Normalteilers {\displaystyle L\triangleleft G} mit den Charakteren von {\displaystyle G} zusammenhängen.
Zu jedem Charakter {\displaystyle \chi \in \mathrm {Irr} (L)} ist die Trägheitsgruppe {\displaystyle IG(\chi )} die größte Gruppe in {\displaystyle G}, auf die {\displaystyle \chi } als Klassenfunktion fortgesetzt werden kann.
Jedoch ist {\displaystyle \chi } im Allgemeinen nicht als Charakter auf diese Gruppe fortsetzbar, es gibt also im allgemeinen keinen Charakter auf {\displaystyle IG(\chi )}, dessen Einschränkung auf {\displaystyle L} der ursprüngliche Charakter {\displaystyle \chi } ist.
Gibt es zu einem Charakter eine solche Fortsetzung, heißt dieser maximal fortsetzbar in {\displaystyle G} und seine Fortsetzung auf {\displaystyle IG(\chi )} maximale Fortsetzung.
Es gibt nur wenige allgemeine Hilfsmittel, um die Fortsetzbarkeit von Charakteren zu beweisen. John McKay beobachtete für bestimmte einfache Gruppen {\displaystyle G} und gewisse Primzahlen {\displaystyle p} eine Gleichheit von {\displaystyle k_{0}(G)} und {\displaystyle k_{0}(NG(P))}, wobei {\displaystyle P} eine {\displaystyle p}-Sylowgruppe in {\displaystyle G} und {\displaystyle NG(P)} ihr Normalisator in {\displaystyle G} sind und {\displaystyle k_{0}} die Anzahl der irreduziblen Charaktere über {\displaystyle \mathbb {C} } mit Grad prim zu {\displaystyle p} angibt.
Jonathan L. Alperin vermutete, dass diese Gleichheit für alle Primzahlen {\displaystyle p} und endlichen Gruppen {\displaystyle G} gilt.

## Die Vermutung
Angenommen, {\displaystyle p} ist eine Primzahl, {\displaystyle G} ist eine endliche Gruppe.
{\displaystyle P\leq G} ist eine Sylow-{\displaystyle p}-Untergruppe.
Wir definieren {\displaystyle \mathrm {Irr} _{p'}(G):=\{\chi \in \mathrm {Irr} (G):p\nmid \chi (1)\}}
wobei {\displaystyle \mathrm {Irr} (G)} die Menge der komplexen irreduziblen Charactere der Gruppe {\displaystyle G} bezeichnet.
McKay vermutete folgende allgemeingültige Gleichheit
{\displaystyle |\mathrm {Irr} _{p'}(G)|=|\mathrm {Irr} _{p'}(N_{G}(P))|}
wobei {\displaystyle N_{G}(P)} der Normalisator von {\displaystyle P} in {\displaystyle G} ist.

## Werdegang
In McKays Originalarbeiten wurde die Vermutung für the Primzahl {\displaystyle p=2} und einfache Gruppen erwähnt mit Beispielen der Berechnung von
{\displaystyle |\mathrm {Irr} _{p'}(G)|} für ungerade Primzahlen oder symmetrische Gruppen. Marty Isaacs überprüfte die Vermutung auch für die Primzahl 2 und auflösbare Gruppen {\displaystyle G}.
Erstmals veröffentlichte Jon L. Alperin die Vermutung für beliebige Primzahlen, so dass die Vermutung jetzt Alperin-McKay-Vermutung genannt wird.

## Beweisführungen
Im Jahre 2007 zeigten Marty Isaacs, Gunter Malle und Gabriel Navarro, dass sich die McKay-Vermutung auf die Überprüfung einer sogenannten induktiven McKay-Bedingung für jede endliche einfache Gruppe reduziert. Dies öffnet die Tür zu einem Beweis der Vermutung, indem die Klassifikation endlicher einfacher Gruppen verwendet wird.
Die Veröffentlichung von Isaacs-Malle-Navarro inspirierte zu ähnlichen Vereinfachungen von Alperins Gewichts-Vermutung, seiner Blockversion, der Alperin-McKay Vermutung und Dades Vermutung.
Im Jahre 2016 bewiesen Gunter Malle und Britta Späth McKays Vermutung für die Primzahl 2.
Ein wichtiger Schritt beim Nachweis der induktiven McKay-Bedingung für alle einfachen Gruppen ist die Bestimmung der Wirkung der Automorphismengruppe {\displaystyle \mathrm {Aut} (G)} auf die Menge {\displaystyle \mathrm {Irr} (G)} für jede endliche quasieinfache Gruppe {\displaystyle G}. Die Lösung veröffentlichte Späth als {\displaystyle \mathrm {Aut} (G)}-äquivariante Jordan Zerlegung der Charaktere für endliche quasieinfache Gruppen vom Lie-Typ.
Der Beweis der Vermutung McKays für alle Primzahlen und alle endlichen Gruppen wurde von Marc Cabanes und Britta Späth im Oktober 2023 auf mehreren Konferenzen vorgestellt. Eine Veröffentlichung erschien 2024.